# Naledi Pandor

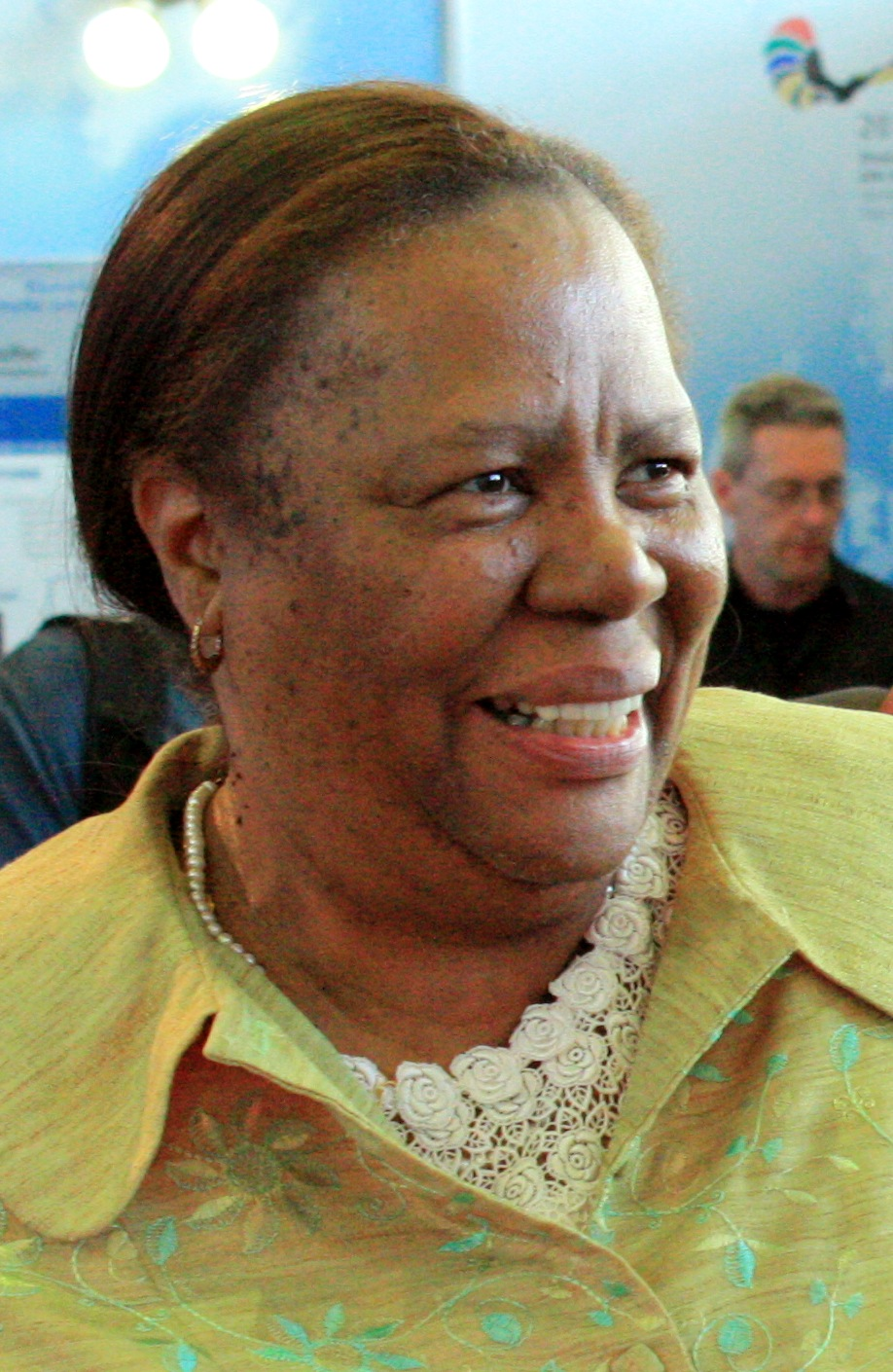
Naledi Pandor (2012)

Grace Naledi Mandisa Pandor, geborene Matthews (* 7. Dezember 1953 in Durban) ist eine südafrikanische Politikerin. Sie gehört dem African National Congress (ANC) an und war von Mai 2019 bis Juni 2024 Außenministerin im Kabinett Ramaphosa II. Von 1999 bis 2004 stand sie dem National Council of Provinces vor. Anschließend war sie in mehreren Kabinetten Ministerin für verschiedene Ressorts.

## Leben
Grace Naledi Mandisa Matthews’ Vater war der Politiker und Jurist Vincent Joseph Gaobakwe „Joe“ Matthews, ihr Großvater der Politiker, Hochschullehrer und Diplomat Zachariah Keodirelang Matthews. Beide gehörten ab 1956 zu den Angeklagten im Treason Trial.
Naledi Matthews erwarb ihren Schulabschluss im Jahr 1972 an der Gaborone Secondary School im botswanischen Gaborone.
1973 bis 1977 studierte sie in Botswana an der University of Botswana and Swaziland (UBS). Dort lernte sie Sharif Joseph Pandor kennen, den sie heiratete. Sie nahm den islamischen Glauben an. Sie schloss die UBS mit einem Bachelor of Arts und einem Certificate for Continuing Education ab. 1978 erwarb sie ein Diploma in Education an der University of London, 1979 gefolgt von einem Master of Arts in Education an derselben Hochschule. 1992 erhielt sie ein weiteres Diplom in Higher Education, Administration and Leadership in Development im Bryn Mawr Summer Programme und 1997 abermals ein Diplom in Leadership in Development der Kennedy School of Government, die zur Harvard University gehört. Im selben Jahr erwarb sie einen weiteren Master-Grad in Linguistik an der Universität Stellenbosch. 2019 wurde sie als Ministerin an der University of Pretoria in Erziehungswissenschaften zum Ph.D. promoviert. Ihre Dissertation trägt den Titel The contested meaning of transformation in higher education in post-apartheid South Africa (deutsch etwa: „Die umstrittene Bedeutung des Transformationsbegriffs im Bereich der höheren Bildung im Südafrika nach der Apartheid“).
1980 unterrichtete Pandor an der Ernst Bevin School in London, 1981 bis 1984 in Gaborone. Anschließend war sie lecturer am Taung College of Education im damaligen Bophuthatswana. 1986 bis 1989 arbeitete sie als Senior lecturer für Englisch an der University of Bophuthatswana, 1989 bis 1994 als Senior lecturer im Academic Support Programme der University of Cape Town.
Bei der Wahl 1994 erhielt sie ein Mandat in der Nationalversammlung. 1994 bis 1995 war sie Whip 1995 bis 1998 Deputy Chief Whip. 1998 wurde sie stellvertretende Vorsitzende (Deputy Chairperson) des National Council of Provinces (NCOP). 1999 wurde sie von Präsident Thabo Mbeki zur Vorsitzenden (Chairperson) des National Council of Provinces ernannt, dem sie bis 2004 vorstand. 2002 wurde sie außerdem in das National Exeutive Committee des ANC gewählt. 2004 trat sie in das Kabinett Mbeki II ein, wo sie Minister for Education (Bildungsministerin) wurde. Im Kabinett Motlanthe behielt sie dieses Ressort. Von 2009 bis 2012 war sie im Kabinett Zuma I Minister for Science and Technology (Ministerin für Wissenschaft und Technologie); anschließend wurde sie Minister for Home Affairs (Innenministerin). Im Kabinett Zuma II, das 2014 gebildet wurde, war sie erneut Minister for Science and Technology.
Cyril Ramaphosa ernannte sie 2018 zum Minister for Higher Education and Training im Kabinett Ramaphosa I. Am 29. Mai 2019 wurde sie schließlich Minister for International Relations and Cooperation (Außenministerin).
Seit 2002 gehört Pandor dem National Executive Committee des ANC an. Zwischen 2013 und 2015 vertrat Pandor mehrfach Jacob Zuma als Präsidentin.
Pandor hat mit ihrem Mann vier Kinder.

## Positionen als Außenministerin
Naledi Pandor erklärte wiederholt in Hinsicht auf den Russland-Ukraine-Konflikt die Haltung der südafrikanischen Regierung, nach der nur auf dem Verhandlungsweg und unter Beachtung der Charta der Vereinten Nationen (Artikel 33–38) jegliche Streitigkeiten zwischen Ländern in der Welt beizulegen sind.

“Conflict wherever it is in the world impacts negatively on us as the African continent. That is why South Africa will always stand ready to support the peaceful resolution of conflicts in Africa and globally. South Africa believes that the only path to peace is through diplomacy, dialogue, and a commitment to the principles of the United Nations Charter, including the principles that all member states shall settle their international disputes by peaceful means. It is important therefore to mention our sincere wish that the conflict between Russia and Ukraine will be brought to a peaceful end through diplomacy and negotiations as speedily as possible.”

„Konflikte, wo auch immer auf der Welt, wirken sich auf uns als afrikanischen Kontinent negativ aus. Deshalb wird Südafrika immer bereit sein, die friedliche Lösung von Konflikten in Afrika und weltweit zu unterstützen. Südafrika ist der Ansicht, dass der einzige Weg zum Frieden über Diplomatie, Dialog und ein Bekenntnis zu den Grundsätzen der Charta der Vereinten Nationen führt, einschließlich des Grundsatzes, dass alle Mitgliedstaaten ihre internationalen Streitigkeiten mit friedlichen Mitteln beilegen sollen. Es ist daher wichtig zu erwähnen, dass wir aufrichtig wünschen, dass der Konflikt zwischen Russland und der Ukraine durch Diplomatie und Verhandlungen so schnell wie möglich zu einem friedlichen Ende gebracht wird.“

## Auszeichnungen
- 2013: Ehrendoktorwürde der Universität Stellenbosch
- 2016: Großes Bundesverdienstkreuz der Bundesrepublik Deutschland[5]
- 2017: Ehrendoktorwürde der Universität Lissabon